# Вільгельм Глізе
Вільгельм Ґлізе (нім. Wilhelm Gliese, нім. вимова: [ˈɡliːzə]; 21 червня 1915 Злотория, Провінція Сілезія — 12 червня 1993, Ебербах, Баден-Вюртемберг, Німеччина) — німецький астроном, який спеціалізувався на вивченні й каталогізації найближчих зір.

## Життєпис
Ґлізе народився у Гольдберзі, нині місто Злотория в польській частині Сілезії. Син судді Вільгельма Ґлізе. Працював в Астрономічному обчислювальному інституті, спочатку в Берліні, потім у Гайдельберзі. Коли Ґлізе був студентом, голландський астроном Пітер ван де Камп заохочував його вивчати сусідні зорі, чим він і займався до кінця свого життя. Науковим керівником Ґлізе був Август Копф.
Астрономічні дослідження Ґлізе перервала Друга світова війна: у 1942 році студента призвали до вермахту й відправили на Східний фронт. У 1945 році він потрапив в полон до СРСР, звідки повернувся лише у 1949 році. 
Після повернення з полону Вільгельм Ґлізе відновив свої дослідження в Інституті, який армія США після війни перенесла до Гайдельберга. Хоча він формально звільнився у 1980 році, він продовжував свої дослідження в Інституті аж до своєї смерті у 1993 році.

## Каталоги найближчих зір
Вільгельм Ґлізе відомий насамперед завдяки своєму Каталогу найближчих зір, уперше опублікованому в 1957 р., а згодом ще раз в 1969 р. Деякі зорі відомі передусім за номером у цьому каталозі, наприклад Ґлізе 581 та Ґлізе 710. Зорі каталогу Ґлізе часто стають об'єктами досліджень через їхню близькість до Землі, через що досить швидко рухаються. В 1979 р. та 1991 р. Ґлізе у співпраці з Гартмутом Ярайсом (Hartmut Jahreiß) опублікував два додатки до свого каталогу. Після смерті Вільгельма Ґлізе в 1993 р. Ярейс написав його некролог.

## Пам'ять
На честь Вільгельма Ґлізе названо астероїд 1823 Ґлізе, відкритий астрономом Карлом Рейнмутом в 1951 році.

## Зовнішні посилання
- Каталог Ґлізе в Гейдельберзькому університеті [Архівовано 30 серпня 2012 у Wayback Machine.]
- MitAG 77 (1994) 5 – 7 [Архівовано 8 червня 2019 у Wayback Machine.] (некролог німецькою)

| Телескоп | Це незавершена стаття про астронома чи астрономку. Ви можете допомогти проєкту, виправивши або дописавши її. |